# Isaac de l'Étoile
Isaac de l'Étoile, nacido entre 1100 y 1120 en Inglaterra y muerto en 1178 en la Abadía de l'Étoile cerca de Poitiers, fue un monje cisterciense, autor espiritual y teólogo del XII .XII Abad del monasterio de la Stella, dejó tratados sobre espiritualidad y teología cristiana.

## Biografía
Nacido en Inglaterra y sin duda de origen noble, estudió en Francia en las escuelas catedralicias de Laon, Chartres y París. Escogió la vida religiosa y se hizo monje hacia 1143, probablemente en Pontigny. En 1147, fue enviado como abad a L'Étoile, cerca de Poitiers, que había recibido su ingreso en la Orden de Cîteaux dos años antes, en el linaje de Pontigny.
Más tarde, con algunos compañeros, incluido Jean de Trizay, fundó el monasterio de Châteliers en la Île de Ré . Vivió allí en una gran pobreza. Durante mucho tiempo se creyó que allí pasó sus últimos días. Los documentos descubiertos en 1985 sugieren más bien que murió alrededor de 1178 en su abadía de la Estrella .

## Escritos
En sus escritos, Isaac de l'Étoile, desarrolla ideas originales de una manera colorida. Las discusiones filosóficas o teológicas se reducen siempre a una teología contemplativa. Si el género literario utilizado es el Sermón (como era frecuente en esa época) algunos de ellos son verdaderos pequeños tratados espirituales o teológicos. Es Cristo quien recrea la unidad en el corazón del hombre, después de la ruptura del pecado.
- Deja 55 sermones . También tenemos fragmentos de otros tres sermones.
- Dos cartas ( De anima a Alcher de Clairvaux, De officio missae [2] al obispo Jean Belles-mains de Poitiers, imbuidas de San Agustín y Pseudo-Denys .
- A veces se le atribuyen comentarios sobre el Cantar de los Cantares y el Libro de Rut, quizás de forma incorrecta.

## Posteridad
Un complejo escolar lleva su nombre en Poitiers.